# DISCO SYSTEM
「DISCO SYSTEM」（ディスコ システム）は、日本の音楽グループスチャダラパーの17枚目のシングルである。2006年8月9日発売。発売元はユニバーサルミュージック。

## 概要
- 前作から6年11ヶ月ぶりとなるシングル。
- ユニバーサルミュージック移籍第1弾シングル。
- マサチューセッツ工科大学とレゴ共同開発「レゴR マインドストームR」タイアップ

## 収録曲
1. DISCO SYSTEM(4:09)
作詞・作曲・編曲：松本洋介・松本真介・光嶋誠
2. CATCH the DROP(3:44)
3. DISCO SYSTEM(Inst.)(4:06)
4. SYSTEM VERSION 1(4:41)

## 収録アルバム

### DISCO SYSTEM
- オリジナル『con10po』（2006年11月15日）
- ベスト『	CAN YOU COLLABORATE? ～best collaboration songs & music clips～』（2008年12月3日）
FORCE OF NATURE Remix
- ベスト『THE BEST OF スチャダラパー 1990～2010』（2010年2月24日）

### CATCH the DROP
- オリジナル『con10po』（2006年11月15日）